# Christoph 64
Christoph 64 ist der Funkrufname eines Rettungshubschraubers der DRF Luftrettung. Der Hubschrauber vom Typ Airbus Helicopters H135 ist an der DRF Luftrettungsstation Angermünde im Gewerbegebiet Oderberger Straße stationiert.

## Geschichte
Das Luftrettungszentrum (LRZ) wurde am 1. August 2015 in Dienst genommen. Die DRF Luftrettung setzte bis zum 16. Februar 2022 eine Maschine vom Typ Eurocopter EC135 ein. Seitdem 16. Februar 2022 wird eine Maschine vom Typ Airbus Helicopters H135 eingesetzt.

## Rettungszentrum
Die Piloten werden von der DRF Luftrettung gestellt. Die Rettungsassistenten und HEMS ebenfalls über die DRF Luftrettung tätig. Die Notärzte kommen vom Asklepios Klinikums Uckermark und dem Werner-Forßmann-Krankenhaus mit Fachrichtung Anästhesie, Notfall- und Intensivmedizin.